# Piersica, Ialomița
Piersica este un sat în comuna Ciochina din județul Ialomița, Muntenia, România.
Satul Piersica, locuit astazi doar de aproximativ 60 de familii are un bogat trecut istoric. Asezat pe vechile maluri ale râului Ialomița, pe vadul vechi, este cunoscut din documente de pe vremea lui Mircea cel Batrân, domnitor care a construit aici un pod peste râul Ialomița, singura trecere peste râu de le Urziceni pâna la Calarasi. Acest pod facea legatura drumului comercial ce lega capitala tarii de Braila - important centru comercial. Datorita tranzitului intens de marfuri, dupa 1500 s-a simtit nevoia construirii unui nou pod pentru trecerea mai lesnicioasa a Ialomiței. Din acest moment satul Ciochina - unde s-a construit noul pod - începe sa devina un important centru, fiind asezat la rascrucea drumurilor comerciale Silistea - Calarasi - Buzau - Bucuresti - Braila si Brasov - Ploiesti - Slobozia - Piua - Pietrii.